# 浦島虎徹
浦島虎徹（うらしまこてつ）は、江戸時代に作られたとされる日本刀（脇差）。2017年時点では個人収蔵。

## 概要
江戸時代に江戸で活躍した長曽祢興里によって作られた日本刀である。俗名は興里（おきさと）といい、剃髪して入道名を虎徹と名乗ったとされる。虎徹は元々近江国長曾祢村を拠点に活躍する甲冑師であったが、明暦の大火が起こる50歳前に江戸へ赴き和泉守兼重に師事して作刀を始めたとされている。虎徹の作刀の大半は脇差であるが、その理由としては老中である井上正就が長脇差で殺害されたことから長脇差が流行したという説や明暦の大火による被災で多くの刀剣が失われたからなど諸説ある。本作は虎徹の比較的初期の作品であり、歴史的・文化的価値が高いとされている。
浦島虎徹の名前の由来は、指表に若竹を担ぎ、腰蓑と藁沓をはいている人物が岩上に立っている姿が彫られており、古くから浦島太郎と見なされていることによる。ただし、人物の姿が浦島太郎らしくないため、浦島太郎ではなく中国三国時代に母親への孝行を怠らなかった逸話で知られる孟宗（もうそう）ではないかとされている。当初の経歴が不詳であるが、因幡国鳥取藩主である池田家に伝来していたものである。小和田泰経は著書『刀剣目録』において、数々の名刀を集めていた池田輝政の孫にあたり鳥取藩の藩祖である池田光仲が買い求めたものかもしれないと述べている。

## 作風

### 刀身
刃長は一尺一寸四分（約34.5センチメートル）、銘は「長曾祢奥里　万治三年十二月日　同作彫之」と切られている。指裏には草の剣巻き龍を彫る。

## 写し・復元刀
2017年（平成29年）1月、鳥取市にある渡辺美術館は、浦島虎徹が鳥取県にゆかりの深い刀であることや、2015年に公開されたPCブラウザ・スマホアプリゲームである『刀剣乱舞』において、刀剣男士として浦島虎徹をモデルとしたキャラクターが登場したことをきっかけに人気が出たことから観光の新たな名物を作る県の補助事業を活用して復元刀が作成された。
浦島虎徹は個人所蔵であり一般公開はされていないため、鳥取市内にあるデザイン会社が制作した押形（和紙を刀に当て、茎の形状や刃文などを写し取ったもの）を基に、同市在住の刀匠である金崎秀壽によって作刀された。2017年時点では同博物館に常設展示されている。